# Перро, Жорж
Жорж Перро (фр. Georges Perrot; 12 ноября 1832, Вильнёв-Сен-Жорж — 30 июня 1914, Париж) — французский археолог, эллинист.

## Биография
В 1852—1855 годах учился в Высшей нормальной школе в Париже.
В 1855—1858 годах работал во Французской школе в Афинах.
В 1863—1869 годах состоял профессором риторики в Лицее Людовика Великого.
В 1871—1876 годах был доцентом (фр. maître de conférences) греческой литературы в Высшей нормальной школе.
В 1876—1883 годах являлся профессором классической археологии на Факультете искусств Парижа.
В 1883—1904 был директором Высшей нормальной школы.
В 1904—1914 годах — постоянный секретарь (фр. secrétaire perpétuel) Академии надписей и изящной словесности.

## Научная работа
Специализация Перро — эллинист (история Греции, греческая цивилизация, археология Древних Греции и Рима (Малая Азия, остров Тасос), история античного искусства (в особенности истоки греческого искусства; скульптура, особенно Пракситель; архитектура), греческие филология и литература (аттические ораторы, Демосфен), греческая эпиграфика (Малая Азия), история античного права (Афины), культурная история (Институт Франции).
Археологические экспедиции:
- 1856 — остров Тасос
- 1857 — Крит (вместе с Леоном Теноном, фр. Léon Thenon); найден первый фрагмент надписей в Гортине
- 1861—1862 — Малая Азия (вместе с архитектором Эдмоном Гийомом[фр.] и Эрнесом Дельбе[фр.])

## Научные сообщества
В 1874 году избран членом (фр. membre ordinaire) Академии надписей и изящной словесности. В 1884 и 1903 годах исполнял обязанности её президента (в том числе в 1903 году — президент всего Института Франции).
Член (фр. membre résidant) Комитета исторических и научных работ, секция археологии. Президент комиссии по публикации археологических документов Северной Африки.
В 1894 году стал иностранным членом Шведской королевской академии словесности, а в 1906 году — иностранным членом Шведской королевской академии наук.
C 1902 года — член-корреспондент Баварской академии наук.
Директор Общества антикваров Нормандии в 1909 году. Член (фр. membre résidant) Общества антикваров Франции.

## Награды
- Великий офицер Ордена Почётного легиона (1905)[6].